# Ę̈̀
Ę̈̀ (minuscule : ę̈̀), appelé E tréma accent grave ogonek, est une lettre latine utilisée dans l’écriture du han.
Il s’agit de la lettre E diacritée d’un tréma, d’un accent grave et d’un ogonek.

## Représentations informatiques
Le E tréma accent grave ogonek peut être représenté avec les caractères Unicode suivants : 
- composé et normalisé NFC (latin étendu A, diacritiques) :

| formes    | représentations | chaînes de caractères | points de code       | descriptions                                                                |
| --------- | --------------- | --------------------- | -------------------- | --------------------------------------------------------------------------- |
| capitale  | Ę̈̀               | Ę◌̈◌̀                   | U+0118 U+0308 U+0300 | lettre majuscule latine e ogonek diacritique tréma diacritique accent grave |
| minuscule | ę̈̀               | ę◌̈◌̀                   | U+0119 U+0308 U+0300 | lettre minuscule latine e ogonek diacritique tréma diacritique accent grave |

- décomposé et normalisé NFD (latin de base, diacritiques) :

| formes    | représentations | chaînes de caractères | points de code              | descriptions                                                                            |
| --------- | --------------- | --------------------- | --------------------------- | --------------------------------------------------------------------------------------- |
| capitale  | Ę̈̀               | E◌̨◌̈◌̀                  | U+0045 U+0328 U+0308 U+0300 | lettre majuscule latine e diacritique ogonek diacritique tréma diacritique accent grave |
| minuscule | ę̈̀               | e◌̨◌̈◌̀                  | U+0065 U+0328 U+0308 U+0300 | lettre minuscule latine e diacritique ogonek diacritique tréma diacritique accent grave |